# الیزابت اکفورد
الیزابت اِکفورد (انگلیسی: Elizabeth Eckford؛ زادهٔ ۴ اکتبر ۱۹۴۱) اهل ایالات متحده آمریکا است.

## علت شهرت
اِکفورد، در سن ۱۵ سالگی، در نخستین روز سال تحصیلی، از سوی جماعت خشمگین از مدرسه بیرون انداخته می‌شود. وی یکی از نخستین دانش‌آموزان سیاه‌پوستی بود که به سال ۱۹۵۷ می‌خواست به دبیرستان عمومی برود.

## جوایز
وی برندهٔ جوایزی همچون نشان اسپینگارن شده‌است.